# Bomb Tommy

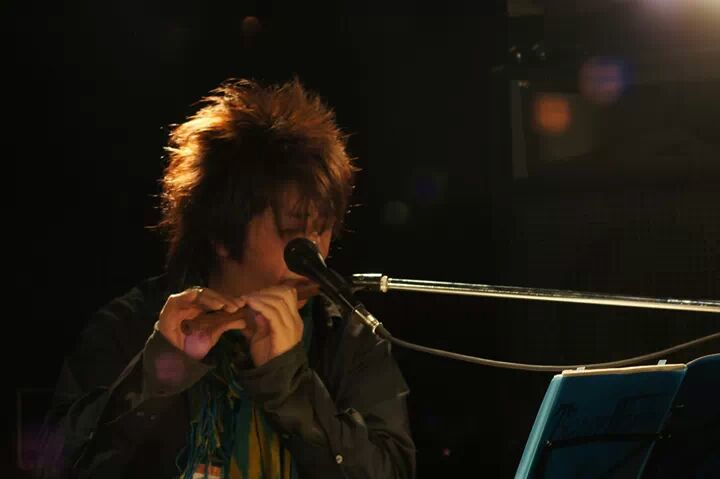
Bomb Tommy

Bomb Tommy（ボム・トミー、本名：久富 昭範、1961年1月27日 - ）は、日本の作曲家、編曲家、歌手、キーボーディスト、ギタリスト。福岡県出身。

## 略歴
福岡大学在籍中より、博多の著名ライブハウス『照和』を拠点としライブ活動を始める。24歳の時、単身上京。上京後、自らの音楽活動の傍ら、本名の久富昭範の名義で数々のミュージカル・芝居などの音楽監督を務めるようになる。
主なる音楽活動としてジェームス藤木のライブにバックコーラス参加。大谷令文（MARINO）と共にダンガンブラザーズバンドのメンバーとなるが、後に音楽性の違いから大谷と同時に脱退。その後、ランキン・タクシー & RUB A DUB BROTHERSにキーボーディストとして参加。鈴木雅之のコンサート等にサポートの他、LL BROTHERSのライブ・音楽プロデューサー&キーボーディストとしても参加。
個性的なサウンドプロデュースに加え、本来ボーカリストだったこともあり、ロサンゼルスのボイストレーナーの第一人者であるセス・リグのトレーニング技術を学び、養成所、個人でボイス・ボーカルトレーナーも行っていたことから、ボーカル系のアーティストプロデュース依頼を多くこなすようになる。 同時に個性的なサウンドメイクをベースとしたリミックスが評判になり、代表的なものには、日野皓正の『オフ・ザ・コースト』と同時発売された『オフ・ダ・コースト』の全編曲と音楽プロデュースを担っている。他にも『We Got The Beat /Crash』などがある。また篠原恵美のアルバム『Missing Piece』の全編曲と音楽プロデュースを担い、過去にない彼女の新たな一面を打ち出している。
2005年には自身がプロデュースを担ったアルバム『観音=KANNON』をリリース。「音を観る」をテーマにしたコンセプト・アルバムで、全曲のタイトルは、葛飾北斎の画題となっており、トラックの一つ一つの中に北斎の絵を感じてもらうというアルバムになっている。民族楽器・和楽器の奏者が参加しており、これまでの音楽に一石を投じる作品となる。この縁から、2010年10月3日には西新井大師・光明殿において行われた葛飾北斎生誕250周年記念コンサートと題し【弘法大師修法図】の前で参加アーティスト全員での奉納演奏が行われた。
2007年11月より全てのアーティストプロデュ－スを離れ、原点に戻り自らがボーカリストとして20年ぶりに再始動。
2008年夏よりドラムに山本志朗（ex.Stoic-Mode）、ベースに中村雅雄（ex.Stoic-Mode）を迎えバンドとして活動。2010年よりTAKUYA（ex.monkey&music race）にベースが交代。後に山本が脱退。2015年より、Bomb Tommy & Takuyaとして都内、横浜を拠点とし、全国的に活動中。最近では、若手アーディストの育成にも力を入れている。

## 参加作品
- Sonya『Sonya-Soul』：リミキサー・作曲家として参加。
- 中村亘利と企画し各民族楽器の奏者が参加し葛飾北斎の絵の世界を表現したアルバム『観音＝KAN-NON』をプロデュース。
- 『浜ちゃんと!』2004年1月-3月EDテーマ『Beautiful Days』作曲・編曲（歌・作詞 高林未来）
- オリジナルビデオ『傷だらけの天使たち』主題歌・作曲
- 富国生命保険CMイメージソング『SHA-LA-LA（K-Project）』作曲
- 雑誌『MEN'S NON-NO』のCMジングル

## 過去の音楽監督作品
- そして誰もいなくなった（出演:三浦洋一、 藤谷美紀、佐野浅夫他）
- 被告人（脚本：ジェフリー・アーチャー、出演：近藤正臣、佐々木勝彦、小野妃香里他）
- 三銃士（出演：坂上忍、岡安由美子他）
- みゅーじかる西鶴（出演：入川保則、プリンセス天功他）
- Live On 新撰組（出演：鈴木蘭々、飯沼誠司、浅倉一男他）
- 蒲田行進曲（原作：つかこうへい、出演：森脇和成他）
- まぼろし新撰組（原作・脚本：中島梓）
- 白いライオン（原作・脚本：岡部広大）